# Chemické názvosloví

Logo Mezinárodní unie pro čistou a užitou chemii (International Union of Pure and Applied Chemistry, IUPAC)

Chemické názvosloví (také chemická nomenklatura) je systém pro pojmenování chemických sloučenin. Celosvětově nejčastěji používaným systémem je nomenklatura vytvořená a vyvinutá Mezinárodní unií pro čistou a užitou chemii (International Union of Pure and Applied Chemistry, IUPAC).

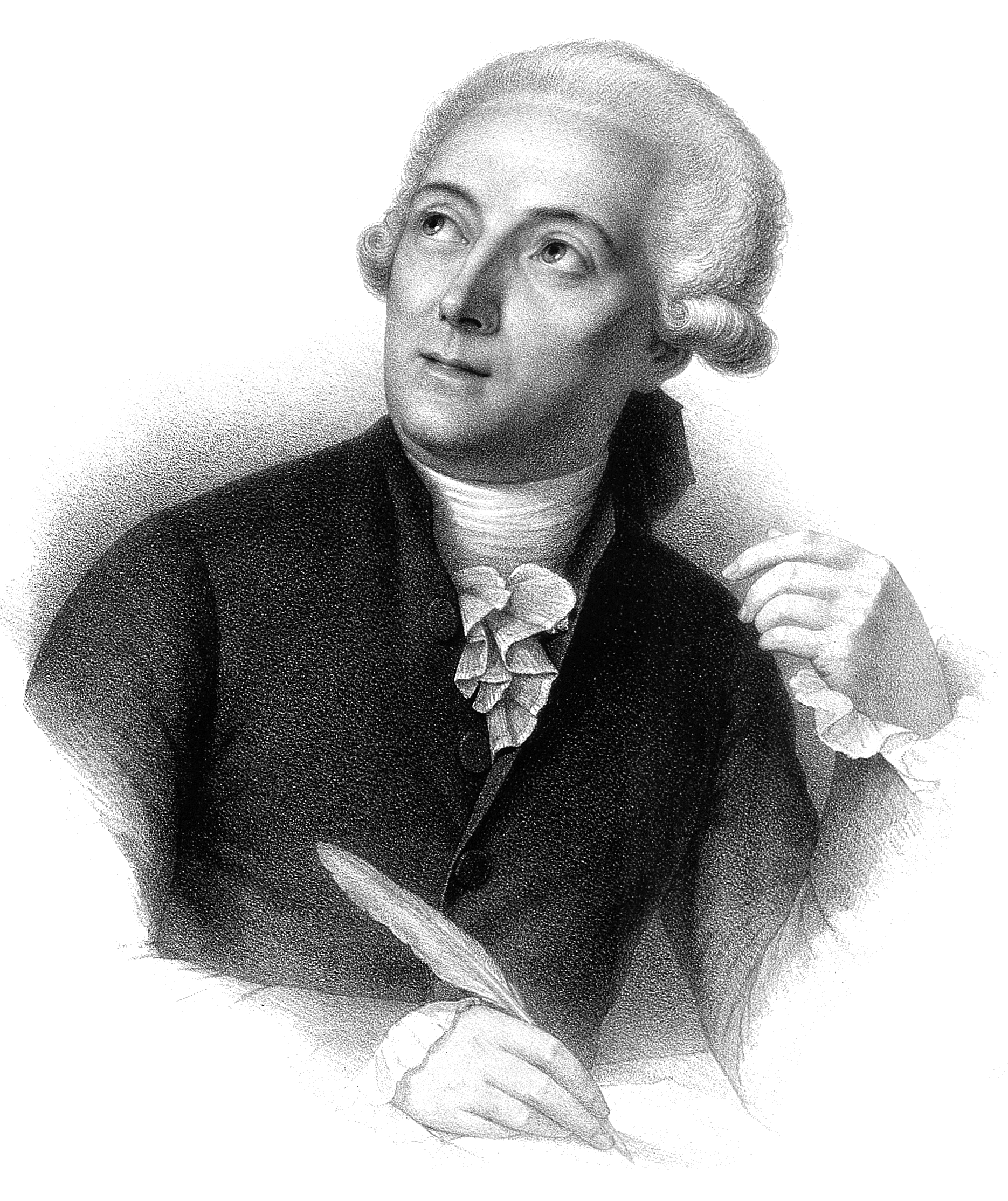
Antoine Laurent de Lavoisier, zakladatel moderní chemie a tvůrce prvních zásad chemického názvosloví

Systematický název sloučeniny podle IUPAC odpovídá souboru pravidel pro tvorbu systematických názvů chemických sloučenin a zajišťuje, že každá sloučenina má pouze jeden formálně přijatý název. Pravidla IUPAC jsou obsažena v několika publikacích odlišených barvami. Tyto barevné knihy jsou doplněny konkrétními doporučeními, která jsou pravidelně publikována v časopise Pure and Applied Chemistry:
- Červená kniha pro anorganické sloučeniny

- Modrá kniha pro organické sloučeniny
- Bílá kniha pro biochemii
- Oranžová kniha pro analytickou chemii
- Purpurová kniha pro makromolekulární chemii
- Stříbrná kniha pro klinickou biochemii
- Zelená kniha doporučuje používat symboly pro fyzikální veličiny (ve spojení s IUPAP)

## Základní pravidla
Správný název chemické sloučeniny by měl být jednoznačný, tedy označovat právě jednu chemickou entitu na dané úrovni popisu. Přednostně by název měl vystihovat složení a strukturu dané sloučeniny. 
Na základě pravidel je možné vytvořit právě jeden preferovaný systematický název. Ale i systematické názvosloví může generovat více platných názvů, proto mají některé sloučeniny i alternativní názvy. Většinou jsou převzaté z běžného triviálního nebo historického názvu této sloučeniny. Ty jsou také akceptovány a jsou známé jako doporučený název IUPAC.
Mezinárodní systematické názvosloví je v angličtině a je základem pro pravidla chemického názvosloví daného národního jazyka.

## Historie

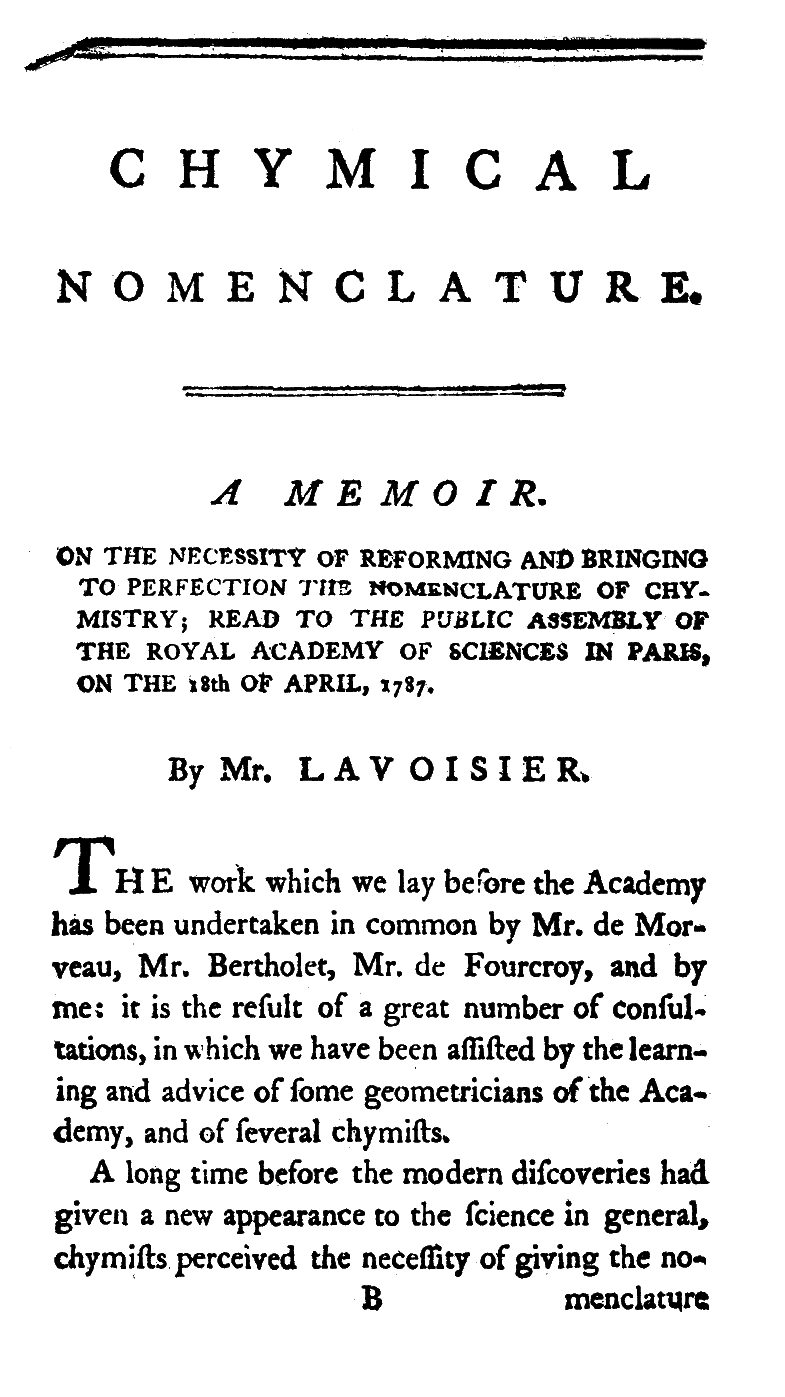
Chemická nomenklatura, Antoine Laurent de Lavoisier (1787)

- Chemická nomenklatura, Antoine Laurent de Lavoisier (1787)Jako první pokusy chemického názvosloví lze označit názvy vytvořené alchymisty. Byly triviální a často nereprezentovaly složení látky, naopak se jej snažily utajit. Alchymie vznikla během prvních několika století našeho letopočtu a svůj největší rozkvět zažila ve středověku. Do Evropy se rozšířila ve 13. století a byla praktikována až do 18. století.
- Na konci osmnáctého století vznikl první moderní systém chemické nomenklatury, který vytvořil francouzský chemik Antoine Laurent de Lavoisier (1743–1794). Roku 1787 vydal spis o chemické nomenklatuře a v roce 1789 publikoval Pojednání o základech chemie (Traité de elementaire de chimie).
- V roce 1782 francouzský chemik Louis-Bernard Guyton de Morveau publikoval další zdokonalení anorganického chemického názvosloví, kterou nazval Konstantní metoda denominace. Systém byl vydán jako učebnice ve spolupráci s Claude Louis Bertholletem (1748–1822), Antoine-François de Fourcroyem a Antoine Laurent de Lavoisierem. Tento názvoslovný systém podporoval také švédský chemik Jöns Jakob Berzelius (1779–1848), který jej přeložil do němčiny.
- Dosud publikovaná nomenklatura se zabývala pouze anorganickými sloučeninami. V polovině devatenáctého století však došlo k masivnímu rozmachu organické chemie a snaze pojmenovat a popsat struktury organických sloučenin.
- V roce 1892 byla do Ženevy svolána mezinárodní konference národních chemických společností, z níž vzešly první široce přijímané návrhy na standardizaci nomenklatury anorganické i organické chemie.
- V roce 1913  byla Mezinárodní asociací chemických společností zřízena komise pro nomenklaturu, ale její činnost byla přerušena první světovou válkou.
- V roce 1919 byla založena Mezinárodní unií pro čistou a užitou chemii (IUPAC).[1]
- V roce 1921 IUPAC poprvé jmenoval komise pro organickou, anorganickou a biochemickou nomenklaturu. Za svůj hlavní úkol IUPAC považoval a považuje stanovení mezinárodních norem pro chemickou nomenklaturu.
- Členy IUPAC, tedy národními přidruženými organizacemi, mohou být národní chemické společnosti, národní akademie věd nebo jiné orgány zastupující chemiky. Existuje padesát čtyři národních přidružených organizací a další tři odborné přidružené organizace.